# Юрґен Зімон
Юрґен Зімон (нім. Jürgen Simon, 10 січня 1938 — 26 жовтня 2003) — німецький велогонщик.
Срібний призер Олімпійських Ігор 1960 Tandem Sprint року.